# Argada
Argada (ros. Аргада) – wieś (ułus) w Rosji, w Buriacji, w rejonie kurumkańskim. W 2010 liczyła 1687 mieszkańców.